# 手提歌利亚头的大卫

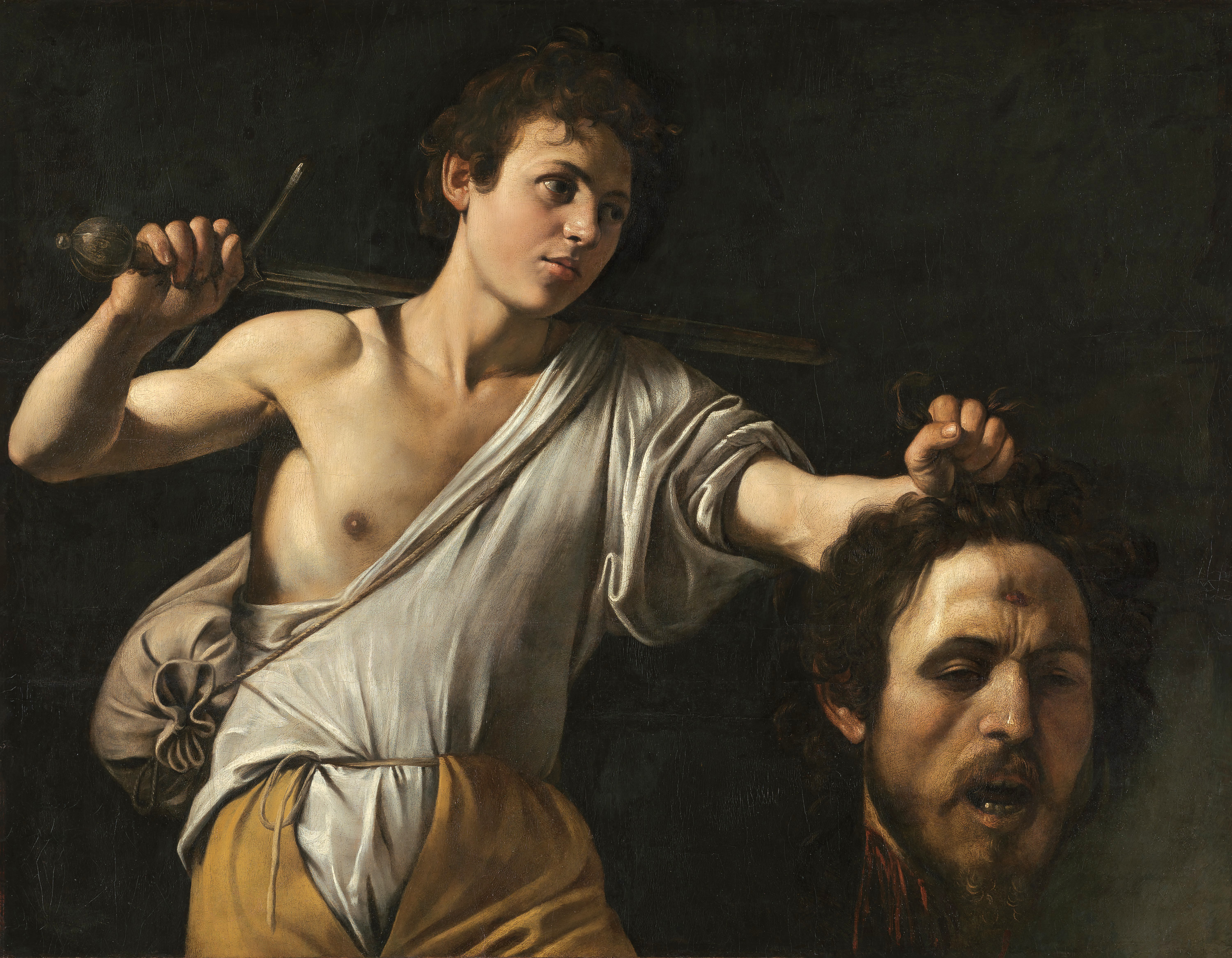
《手提歌利亚头的大卫》，卡拉瓦喬，1607

《手提歌利亚头的大卫》是巴洛克画家卡拉瓦乔在1610年代左右繪製的一幅布面油畫。1650年希皮奥内·博爾蓋塞樞機入藏此作，現藏於博爾蓋塞美術館。畫上描繪的是提著歌利亞頭顱的大衛。
卡拉瓦喬在1600年和1607年也畫過同一個題材，現分別藏於馬德里的普拉多博物館和維也納的艺术史博物馆。

## 畫作
卡拉瓦喬的靈感來自喬爾喬內在1610年左右完成的一幅畫作，但他將場面繪製得更加驚心動魄。大衛的劍上有銘文“H-AS OS”，可能是拉丁語“humilitas occidit superbiam”（谦卑杀死骄傲）的縮寫。
畫作中的大衛並沒殺死敵人後的欣喜，而是滿懷悲傷和同情。實際上畫中歌利亞的模特就是卡拉瓦喬本人，而大衛則可能是卡拉瓦喬的助手切科·德爾·卡拉瓦喬，後者謠傳是卡拉瓦喬的性伴侶。但此說由於沒有存世的切科肖像而難以證實。
考慮到這幅畫可能是送給希皮奥内·博爾蓋塞的禮物，其可能還可以看做是卡拉瓦喬的免死狀，畢竟當時身為教宗書記的希皮奥内·博爾蓋塞掌控著對涉嫌謀殺的卡拉瓦喬的生殺之權。